# 서울기술연구원
서울기술연구원(Seoul Institute of Technology, SIT)는 서울형 도시문제를 해결하며 시민의 복리를 증진하고 서울의 지속가능한 발전에 기여하고자 2018년 12월 12일에 설립된 지방자치단체 최초의 과학기술분야 응용·실증 연구기관이다. 서울특별시 마포구 매봉산로 37(상암동) DMC산학협력연구센터 8층에 소재하고 있다.

## 설립근거
- 지방자치단체 출자·출연기관의 운영에 관한 법률 제4조
- 서울특별시 서울기술연구원 설립 및 운영에 관한 조례(2018.1.4.)

## 연혁
- 서울기술연구원 설립 및 운영에 관한 조례 공포                  : ’18. 1. 4
- 재단법인 서울특별시 서울기술연구원 법인 설립                 : ’18. 3. 27
- 고인석 초대 원장 취임                                                 : ’18.10.10
- 서울기술연구원 개원                                                   : ’18.12.12
- 신기술접수소 정식 운영 개시                                         : ’19. 6. 1
- 연구원 조직 개편(2본부 6실 → 2본부 7실 2센터)                : ’19. 6.10
- 개원 1주년 기념 성과보고회 개최                                   : ’19.12.10
- 서울기술연구원 설립 및 운영에 관한 조례 일부개정            : ’19.12.31
- 연구원 조직 개편(2본부 7실 2센터 → 2본부 7실 3센터)        : ’19.12.31

## 비전 및 추진전략
- 비전: 기술혁신을 통한 새로운 미래와 스마트 서울 및 시민의 삶의 질 향상에 기여
- 추진전략
  - 무결점 안전관리 및 도시문제 해결형 첨단기술 개발
  - 시민이 체감할 수 있는 생활밀착형 R&D 성과 제고
  - 서울의 미래를 여는 기술융합과 혁신생태계 활성화
  - 연구자 중심의 창의·도전적 경영기반 구축

## 조직
- 기획조정본부
  - 연구기획실
  - 경영관리실
  - 기술혁신센터
- 기술개발본부
  - 도시인프라연구실
  - 안전방재연구실
  - 생활환경연구실
  - 스마트도시연구실
  - 기후환경연구실
  - 미세먼지연구실
  - 지진안전센터

## 기능 및 연구분야
- 연구기획실
  - 연구사업을 기획하고 발굴하는 등 연구원의 중장기 발전전략과 연구사업에 관한 기본계획을 수립, 연구사업의 계획·기획·선정·조정·평가·확산 등 연구원의 연구성과 관리와 확산
- 경영관리실
  - 예산편성 및 운영, 실행예산·재정계획·세입관리에 관한 사항, 인사·연봉(급여)·성과급, 퇴직급여 등에 관한 사항, 후생복지, 복무, 교육, 직원 평가 등에 관한 사항, 홍보 및 언론보도, 경영공시, 정보공개, 시민소통 등에 관한 사항
- 기술혁신센터
  - 혁신기술 제안 플랫폼 ‘신기술접수소’의 구축 및 운영과 관련 제반사항 전담·관리,  스타트업, 중소기업의 혁신기술 발굴, Test Bed 지원 등을 통해 우수·혁신기술의 시정 활용도 제고 및 기술사업화 지원
- 도시인프라연구실
  - 각종 도시환경 변화에 따른 도시인프라 문제를 선제적으로 해결, 노후 인프라 관리 및 안전 향상을 위한 첨단 유지관리ㆍ대응 기술 개발
- 안전방재연구실
  - 안전사고, 기상재해, 풍수해, 화재, 노후시설 등의 각종 도시문제에 선제적으로 대비하고 안전도시서울의 미래를 준비하기 위한 첨단ㆍ혁신 기술연구 수행, 시민의 재난ㆍ재해 불안감 해소 및 안전한 도시환경 제공을 위한 기술정책 선진화, 기술개발 등 연구
- 생활환경연구실
  - 시민의 다양한 생활환경 문제를 해결하여 생활 속의 시민의 삶 향상, 안전하고 환경친화적인 건축, 쾌적하고 편리한 생활, 깨끗하고 아름다운 도시를 실현하고자 시민 눈높이에 맞춘 복합·실용 기술개발 연구 수행
- 스마트도시연구실
  - 미래 융합기술을 활용한 지능형 도시관리를 목표로 도시 계획·관리, 교통, 에너지 분야에 빅데이터, IoT, 인공지능 등의 첨단기술을 적용하는 방안에 대해 연구 수행
- 기후환경연구실
  - 대기환경 개선 및 저감 기술개발⸱연구를 통한 중장기 대책 마련, 시민 건강보호를 위한 실내 공기 질 개선 기술연구, 기후변화 대응·적응을 위한 도시환경 기술연구
- 미세먼지연구센터
  - 서울시 미세먼지 연구소 지원, 서울시 미세먼지 연구소 정책·측정·기술 융합 연구
- 지진안전센터
  - 공공과 시민/지역 커뮤니티의 지진방재력 향상을 위해 지진방재 관련 교육, 전시, 홍보, 연구, 제도·정책개발 등을 수행

## 제공 서비스
- 신기술접수소(http://www.seoul-tech.com/user/main.do) 운영
  - 혁신적 기술을 상시(365일 24시간) 접수·공모하는 플랫폼
  - 기술평가체계를 도입하여 서울시정과 직접 연계체계 구축
  - 아이디어의 사업화를 위한 연구 및 창업 지원체계 구축